# Amber Stanton
Amber Stanton je americká neslyšící herečka. Mluví anglickým a americkým znakovým jazykem. Spolupracuje s filmovou skupinou Mösdeux Production. Vystudovala grafický design na Technologickém Institutu v Rochesteru, v New Yorku a Národní technický institut pro Neslyšící, též v Rochesteru. Dále studovala herectví, mimiku a tanec v Letní profesionální škole divadla Neslyšících.

## Divadlo
- Vagina monology …. naděje
- 12 rozhněvaných mužů …. 3. porotce
- The Laramie Project …. Reggie Fluty, Rebecca Hilliker a další dvě postavy
- Peter Pan …. paní Darling, Tiger Lily
- Unleashed …. herečka
- The Rustle of a Star …. Juliet
- Antigona …. Antigona
- Bouře …. Trincula

## Filmografie
- One by One: Death's Door (2010) …. Maya
- CSI: NY (2004) …. Allison Mitchum (3x12 Silent Night, 13. prosinec 2006)
- A Permanent Grave …. Sarah
- Resonare …. žena ve snu
- Vital Signs …. manželka
- Rest in Peace …. Priscilla
- Till Domestic Violence Do Us Part …. Priscilla

## Reklamy
- Kay Jewelers (hluchá přítelkyně), režírovaná Bobem Giraldim
- Jack's Family Restaurant (hluché děvče), režírovaná Leslie Dektor